# Agim Sulaj
Agim Sulaj (ur. 6 września 1960 w Tiranie) – albański malarz.

## Życiorys
Swoje dzieciństwo spędził we Wlorze. W 1985 roku ukończył studia na Akademii Sztuk Pięknych w Tiranie.
Od 1993 roku mieszka i pracuje w Rimini.
Jego prace są wystawiane w miastach jak Rzym, Bolzano, Brindisi, Bolonia, Mediolan, Paryż, Monte Carlo, Oksford, Tirana i Londyn.